# Fenómenas - Indagini occulte
Fenómenas - Indagini occulte (Phenomena) è un film del 2023 diretto da Carlos Therón.
Il film è ispirato sul gruppo di investigazione del paranormale Hepta.

## Trama
Tre donne di mezza età esperte di paranormale vengono messe alla prova quando Padre Pilon, il loro capo, scompare.

## Distribuzione
Il film è stato distribuito sulla piattaforma Netflix a partire dal 14 aprile 2023.